# زاوونگا (استان سلیزیا سفلی)
زاوونگا (به لهستانی:  Zawonia) یک روستا در لهستان است که در گمینا زاوونگا واقع شده‌است.